# Masein
Masein é uma comuna da Suíça, no Cantão Grisões, com cerca de 401 habitantes. Estende-se por uma área de 4,19 km², de densidade populacional de 96 hab/km². Confina com as seguintes comunas: Cazis, Flerden, Portein, Tartar, Thusis, Urmein.
A língua oficial nesta comuna é o Alemão.